# 哈里·拉夫赖森
哈里·拉夫赖森（荷蘭語：Harrie Lavreysen，1997年3月14日—）来自北布拉班特省貝赫愛克拉克斯杰斯特，是一名荷兰男子自行车运动员。拉夫赖森一开始练习的是小轮车，他在六岁时便开始接触这项运动，拉夫赖森在青年时期曾多次获得全国冠军和欧洲冠军，然而他在后来遭遇严重伤病，最终他于2015年决定放弃小轮车，转攻场地自行车。练习场地自行车仅两年便首次在场地自行车世锦赛上夺得奖牌。